# Uzo Aduba
Uzoamaka Nwanneka Aduba (IPA:/ˈuːzoʊ əˈduːbə/; 1981. február 10. –) háromszoros Primetime Emmy- és Screen Actors Guild-díjas amerikai színésznő.

## Fiatalkora
1981. február 10-én született a Massachusetts állambeli Bostonban, nigériai szülők gyermekeként. Medfieldben nőtt fel. 1999-ben végzett a medfieldi középiskolában. A Bostoni Egyetemre járt, ahol klasszikus éneket tanult és atlétikai versenyeken vett részt. Családját "sportcsaládnak" nevezi. Az öccse, Obi a Massachusetts Amherst-i Egyetemen jégkorongozott, ahol hat szezont töltött profi játékosként.

## Közösségi tevékenysége
2017 áprilisában Aduba megkapta a Point Courage Awardot a Point Alapítványtól az LMBT közösség támogatásáért.
2018 júniusában Aduba lett a Heifer International első afrikai sztárnagykövete. A 2016-os és 2018-as ugandai látogatásai során személyesen is meggyőződött a Heifer szervezet működéséről.
2020 júliusában Adubát kisebbségi befektetőként jelentették be egy akkor még meg nem nevezett Los Angeles-i csapatban. Ezt később Angel City FC néven ismertették és 2022-ben kezdte meg a játékot a Nemzeti Női Labdarúgó Ligában.

## Filmográfia

### Film
| Év   | Magyar cím                         | Eredeti cím                            | Szerep                    | Magyar hang     |
| ---- | ---------------------------------- | -------------------------------------- | ------------------------- | --------------- |
| 2015 |                                    | Pearly Gates                           | Corrie                    |                 |
| 2016 | Alvin és a mókusok – A mókás menet | Alvin and the Chipmunks: The Road Chip | TSA tiszt (cameo)         |                 |
| 2016 | Tallulah                           | Tallulah                               | Louisa Kinnie nyomozó     |                 |
| 2016 | Amerikai pasztorál                 | American Pastoral                      | Vicky                     | Kocsis Mariann  |
| 2016 |                                    | Showing Roots                          | Pearl                     |                 |
| 2017 | My Little Pony: A film             | My Little Pony: The Movie              | Novo királynő (hangja)    | Halász Aranka   |
| 2018 |                                    | Candy Jar                              | Julia Russell             |                 |
| 2018 | Bárkák vagyunk                     | We Are Boats                           | Sir                       |                 |
| 2019 | Ütemek                             | Beats                                  | Carla Monroe              |                 |
| 2019 | Steven Universe: A film            | Steven Universe: The Movie             | Bismuth (hangja)          |                 |
| 2019 | Miss Virginia                      | Miss Virginia                          | Virginia Walden           |                 |
| 2020 | Valódi szerelem                    | Really Love                            | Chenai Hungwe             |                 |
| 2021 |                                    | National Champions                     | Katherine Poe             |                 |
| 2022 | Lightyear                          | Lightyear                              | Alisha Hawthorne (hangja) | Bánfalvi Eszter |
| 2023 |                                    | Providence                             |                           |                 |
| TBA  |                                    | The Supremes At Earl's All-You-Can-Eat |                           |                 |

### Televízió
| Év        | Magyar cím                              | Eredeti cím                        | Szerep                       | Megjegyzések                                             |
| --------- | --------------------------------------- | ---------------------------------- | ---------------------------- | -------------------------------------------------------- |
| 2012      | Zsaruvér                                | Blue Bloods                        | nővér                        | 1 epizód                                                 |
| 2013      |                                         | How to Live Like a Lady            | színész tanár                | tévéfilm                                                 |
| 2013–2019 | Narancs az új fekete                    | Orange Is the New Black            | Suzanne "Crazy Eyes" Warren  | - visszatérő szereplő (1. évad) - főszereplő (2-7. évad) |
| 2014      | Saturday Night Live                     | Saturday Night Live                | Daughter Dudley              | 1 epizód                                                 |
| 2015      |                                         | Comedy Bang! Bang!                 | önmaga                       | 1 epizód                                                 |
| 2015      |                                         | The Wiz Live!                      | Glinda, a jó boszorkány      | különkiadás                                              |
| 2016–2019 | Steven Universe                         | Steven Universe                    | Bismuth (hangja)             | 9 epizód                                                 |
| 2018–2019 | Hárman a Földön: Arcadia meséi          | 3Below: Tales of Arcadia           | Kubritz rendőrtiszt (hangja) | 11 epizód                                                |
| 2020      |                                         | Steven Universe Future             | Bismuth (hangja)             | 1 epizód                                                 |
| 2020      | Mrs. America                            | Mrs. America                       | Shirley Chisholm             | minisorozat magyar hangja Nádasi Veronika                |
| 2021      | In Treatment – A terapeuta              | In Treatment                       | Dr. Brooke Taylor            | főszereplő                                               |
| 2021      |                                         | Solos                              | Sasha                        | 1 epizód                                                 |
| 2021      | John Oliver-show az elmúlt hét híreiről | Last Week Tonight with John Oliver | önmaga                       | 1 epizód                                                 |
| 2022      |                                         | Animal                             | narrátor (hangja)            | 1 epizód                                                 |
| 2022      | Ada Twist, a kis tudós                  | Ada Twist, Scientist               | életmentő (hangja)           | 1 epizód                                                 |
| 2023      | A gyilkos csodaszer                     | Painkiller                         | Edie Flowers                 | - minisorozat - magyar hangja: - Peller Anna             |
| 2025      | A rezidencia                            | The Residence                      | Cordelia Cupp                | - minisorozat - magyar hangja: - Kocsis Mariann          |

## Fordítás
- Ez a szócikk részben vagy egészben  az   Uzo Aduba című angol Wikipédia-szócikk fordításán alapul.  Az eredeti cikk szerkesztőit annak laptörténete sorolja fel. Ez a jelzés csupán a megfogalmazás eredetét és a szerzői jogokat jelzi, nem szolgál a cikkben szereplő információk forrásmegjelöléseként.